# Liste der denkmalgeschützten Objekte in Mooskirchen
Die Liste der denkmalgeschützten Objekte in Mooskirchen enthält die 6 denkmalgeschützten, unbeweglichen Objekte der österreichischen Gemeinde Mooskirchen im steirischen Bezirk Voitsberg.

## Denkmäler
| Foto |                 | Denkmal                                                                        | Standort                                          | Beschreibung | Metadaten |
| ---- | --------------- | ------------------------------------------------------------------------------ | ------------------------------------------------- | --- | --- |
| ja   | Datei hochladen | Ortskapelle HERIS-ID: 102722 Objekt-ID: 119172                                 | gegenüber Fluttendorf 21 Standort KG: Fluttendorf | → Hauptartikel : Ortskapelle Fluttendorf f1 | BDA-Hist.: Q37791534 Status: § 2a Stand der BDA-Liste: 2025-06-30 Name: Ortskapelle GstNr.: 242 Ortskapelle Fluttendorf                                 |
| ja   | Datei hochladen | Figurenbildstock hl. Johannes Nepomuk HERIS-ID: 102718 Objekt-ID: 119168       | bei Marktplatz 8 Standort KG: Mooskirchen         | Die barocke Johannes-Nepomuk-Statue stammt aus der ersten Hälfte des 18. Jahrhunderts. Sie wurde 1959 restauriert. | BDA-Hist.: Q37791478 Status: § 2a Stand der BDA-Liste: 2025-06-30 Name: Figurenbildstock hl. Johannes Nepomuk GstNr.: 72                                |
| ja   | Datei hochladen | Pfarrhof HERIS-ID: 51669 Objekt-ID: 57388                                      | Pfarrhof 1 Standort KG: Mooskirchen               | Der Pfarrhof stammt im Kern aus dem 16. Jahrhundert. Er zeigt Gedenksteine für Bischof Georg III. Tessing aus dem Jahre 1540 mit Wappen und Bischof Christoph III. Rauber aus dem Jahr 1536. Am Stiegenaufgang zwei Säulen, eine davon ist gedreht und stammt aus der 1. Hälfte des 16. Jahrhunderts. | BDA-Hist.: Q38046739 Status: § 2a Stand der BDA-Liste: 2025-06-30 Name: Pfarrhof GstNr.: 4                                                              |
| ja   | Datei hochladen | Kath. Pfarrkirche hl. Veit und ehem. Friedhof HERIS-ID: 51670 Objekt-ID: 57389 | Pfarrhof 2 Standort KG: Mooskirchen               | → Hauptartikel : Pfarrkirche Mooskirchen f1 | BDA-Hist.: Q23689631 Status: § 2a Stand der BDA-Liste: 2025-06-30 Name: Kath. Pfarrkirche hl. Veit und ehem. Friedhof GstNr.: 1 Pfarrkirche Mooskirchen |
| ja   | Datei hochladen | Figurenbildstock hl. Johannes Nepomuk HERIS-ID: 102720 Objekt-ID: 119170       | bei Raiffeisenplatz 4 Standort KG: Mooskirchen    | | BDA-Hist.: Q37791513 Status: § 2a Stand der BDA-Liste: 2025-06-30 Name: Figurenbildstock hl. Johannes Nepomuk GstNr.: 11                                |
| ja   | Datei hochladen | Bildstock HERIS-ID: 102728 Objekt-ID: 119178                                   | nördlich Sackstraße 2 Standort KG: Mooskirchen    | | BDA-Hist.: Q37791553 Status: § 2a Stand der BDA-Liste: 2025-06-30 Name: Bildstock GstNr.: 54/3                                                          |